# Bochojbo Alto
Bochojbo Alto är en ort i Mexiko.   Den ligger i kommunen Zinacantán och delstaten Chiapas, i den sydöstra delen av landet, 700 km öster om huvudstaden Mexico City. Bochojbo Alto ligger 2 442 meter över havet och antalet invånare är 1 088.
Terrängen runt Bochojbo Alto är kuperad åt nordost, men åt sydväst är den bergig. Bochojbo Alto ligger uppe på en höjd. Runt Bochojbo Alto är det tätbefolkat, med 459 invånare per kvadratkilometer. Närmaste större samhälle är San Cristóbal de las Casas, 8,1 km öster om Bochojbo Alto. Omgivningarna runt Bochojbo Alto är en mosaik av jordbruksmark och naturlig växtlighet.